# 甘俊邱
甘俊邱（英語：Joseph Gan Jun-qiu；{1964年4月—；聖名：若瑟）是天主教中國籍主教及中國天主教愛國會成員。現任廣東廣州總教區主教。

## 生平
甘俊邱出生于1964年4月，在中國广东省揭西县。年少時，入讀武漢中南神哲學院修讀神學。1991年5月19日甘俊邱在27歲時晋铎，並在中南神哲学院中分別擔任教师、教务长和总务长。
後來，甘俊邱神父分別出任漢口總教區秘书长及教区房产管理委员会主任。期間，曾前往比利時和香港等地的修院短期進修。2000年11月起，甘神父轉到廣州總教區服務。2007年10月甘主教的母親病逝。
2001年5月25日，廣州總教區非法主教林秉良逝世。2006年10月，甘俊邱神父獲選為廣州總教區主教候選人，並在2007年1月獲時任教宗本篤十六世認可，成為廣州總教區主教。同年11月，由中國政府控制的組織中國天主教愛國會批准廣州教區的選舉結果。同年12月4日，在廣州石室耶穌聖心總主教座堂由沂州教區主教房興耀主禮，嘉應教區主教廖宏清和北海教區主教蘇永大襄禮晉牧。
2011年7月，甘俊邱主教在政府的壓力和強迫下，主禮晉牧梁建森為江門教區非法主教。事後，甘主教向教宗本篤十六世請求寬免，並已獲得接納。
2012年2月4日德国总理默克尔访华期間，到访广州石室耶穌聖心總主教座堂参观，然後到主教府客廳與甘俊邱主教進行約半小時的會談，討論有關教育、社會服務及宗教自由。
2018年5月4日，甘俊邱主教出席台灣輔仁大學的第九屆天主教國際學術研討會，並以「當代中國天主教神學教育與文化建構」為題發言，與會者還有香港教區榮休主教湯漢樞機及台北總教區榮休總主教狄剛。

## 牧徽

甘俊邱牧徽

牧徽上的十字架是戰勝邪魔與死亡的標記，代表耶穌完成救世大功和主教職務。鴿子代表聖神，為七顆星代表普世教會和主教座堂與五羊代表地方教會帶來和平、祝福與新生命。聖經是天主的話語，由開始到終末。主教格言是取自馬爾谷福音的「不要怕，只管信」。

## 個人言論
2007年12月4日，甘俊邱主教在晉牧典禮後接受外國媒體和香港媒體採訪時，多次重申他會致力改善中梵關係。不過廣州市天主教愛國會副主席呂國存則表示，無論有否得到梵蒂岡核准，甘主教都是廣州教區選舉出來的、實至名歸的主教。

### 报道
- 广东省广州教区甘俊邱蒙席晋牧典礼於十二月四号举行 （页面存档备份，存于）